# 巨游龍
巨游龍（Megalneusaurus）是種大型上龍類，生存於森丹斯海，年代為侏儸紀晚期的啟莫里階，約1億5600萬到1億5200萬年前。

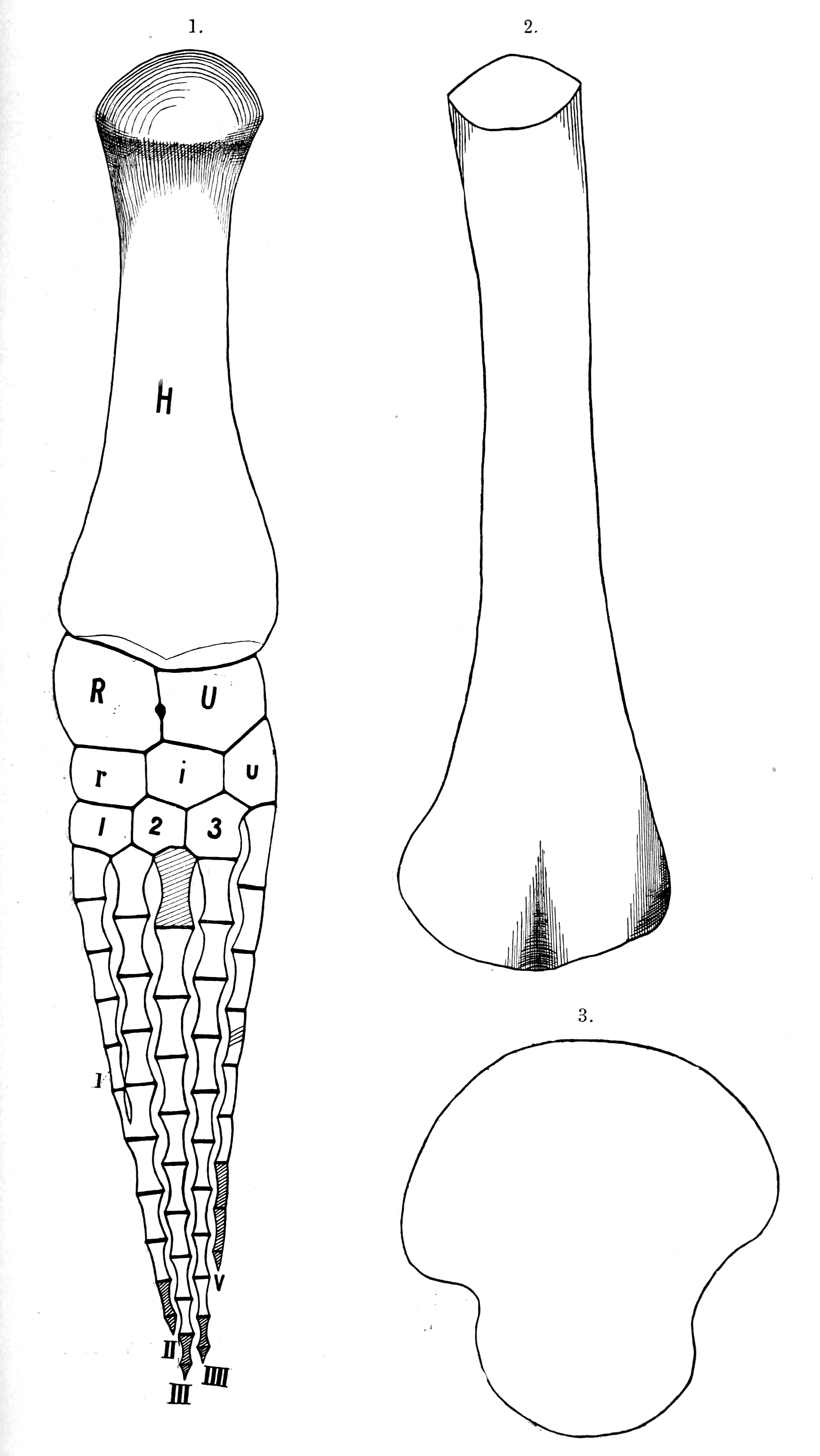
巨游龍的部分正模標本素描圖

巨游龍的正模標本是在1895年發現於美國懷俄明州，包含肋骨、脊椎、前肢、以及肩帶。這些化石在1898年命名為雷克斯巨游龍（Megalneusaurus rex），屬名意為「大型的游泳蜥蜴」。某些化石已經遺失，但相同地點發現了新的化石。根據化石的大小預估巨游龍的身長為7.6-9.7公尺間，巨游龍的體型略大於滑齒龍。
一些發現於阿拉斯加州南部的化石，被歸類於巨游龍，但體型較小。